# 足利市立美術館
足利市立美術館（あしかがしりつびじゅつかん）は、栃木県足利市の中心部、通二丁目にある美術館。
足利市の再開発事業の一環として1994年4月に開館。集合住宅と併設された美術館としては日本国内でも珍しい存在である。企画展を中心とし、読売新聞社などとの協賛展覧展も開催することがある。

## 概要
学芸員の江尻潔（館次長 ）は、優れた展覧会を企画した学芸員などに贈られる2008年度「美連協大賞」（美術館連絡協議会）にも選ばれている。川島理一郎や大山魯牛など地元足利や両毛地域にゆかりのある芸術家の作品を集め、同地域の文化･芸術の発信地としての役割を担っている。
財政難のため、作品の購入予算は年間数10万円であり、市民などからの寄贈はコレクション充実に大きな意味を持つ。2009年（平成21年）度には日本におけるリトグラフの第一人者・阿部浩の作品を中心に、市民らから388点、評価額5900万円相当の寄贈を受けた。

## 指定管理者制度の導入と見直し
足利市は地方自治法改正を受け、2006年（平成18年）度に指定管理者制度を導入した。これにより、当時の学芸員は指定管理者となった組織（財団法人足利市みどりと文化・スポーツ財団）へ派遣された。
しかしながら、3年間の指定期間では学芸員の育成は困難で、企画展などの中長期的な視点で運営する必要のあるものへの責任を財団では負えないことから、2009年（平成21年）度の更新時に市営に戻した。指定管理者制度は数年ごとの運営主体見直しを要するものであり、継続して運営される保証がないと市民の信頼を得られず、作品の寄贈などにも影響を与えかねない、という判断もあった。

## その他
2017年3月4日から同年4月2日に「山姥切国広」が一般公開され、来場者が約37800人にのぼった。刀剣乱舞のファンである刀剣女子が殺到したとみられる。

## 交通
- JR両毛線足利駅・東武伊勢崎線足利市駅より
  - 徒歩約7分。
  - 足利市生活路線バス乗車、「美術館前」下車、すぐ。
- 栃木県道116号足利市停車場線（中橋通り）沿い。
  - 駐車場あり（無料）。